# 博世猪笼草
，又称，是婆罗洲南加里曼丹省特有的热带食虫植物。其种加词来源于约翰内斯·范登博世的名字。它与法萨猪笼草（N. faizaliana）之间存在着密切的近缘关系。尚未发现博世猪笼草的自然杂交种。也未有关于博世猪笼草变型或变种的描述。博世猪笼草被归入“大猪笼草系”中，其中还包括陈氏猪笼草（N. chaniana）、附生猪笼草（N. epiphytica）、艾玛猪笼草（N. eymae）、法萨猪笼草、暗色猪笼草（N. fusca）、克洛斯猪笼草（N. klossii）、大猪笼草（N. maxima）、宽唇猪笼草（N. platychila）、窄叶猪笼草（N. stenophylla）和佛氏猪笼草（N. vogelii）。

## 植物学史

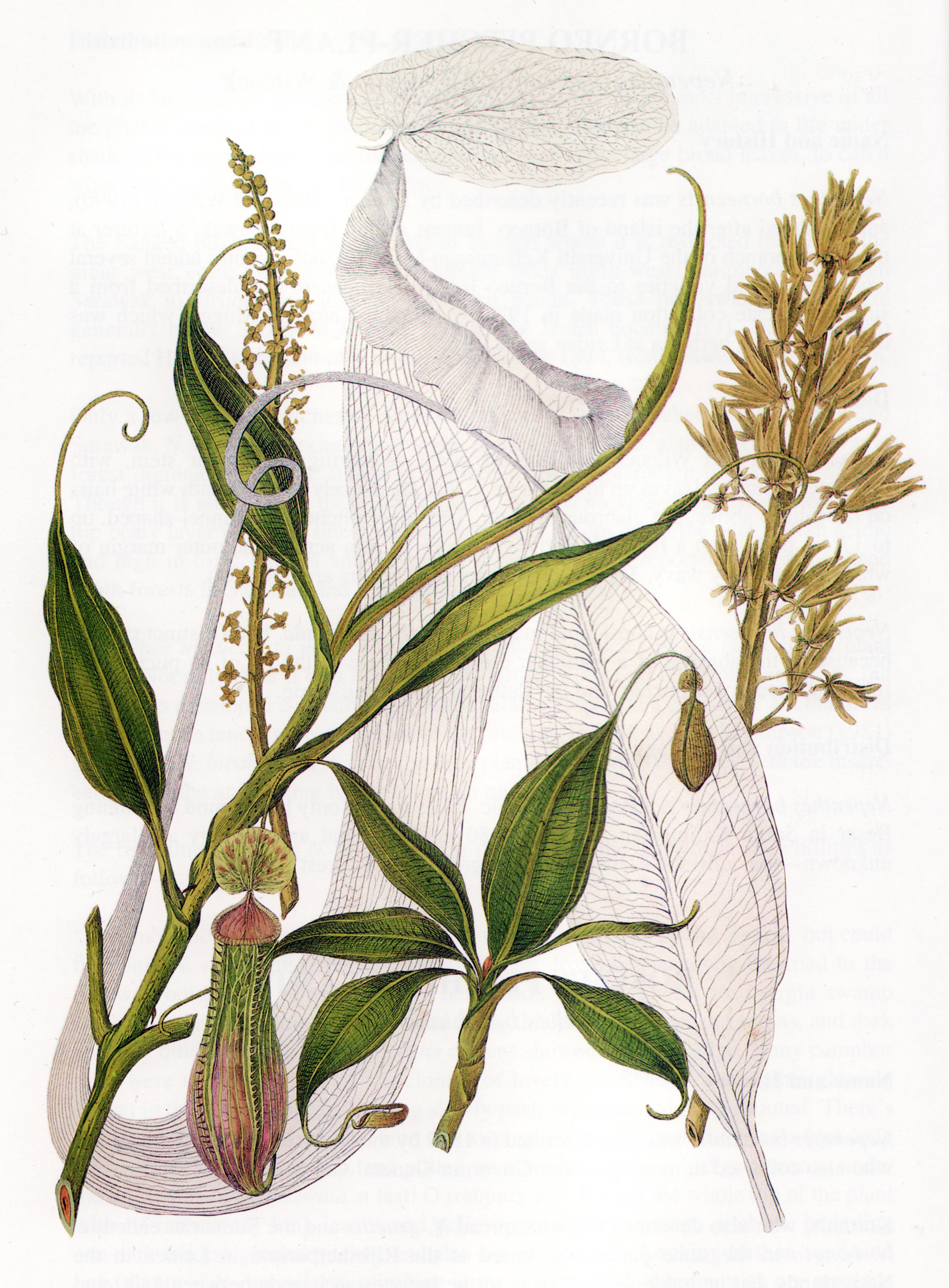
1839年科萨尔专著中的插图

彼得·威廉·科萨尔在其1839年发表的专著《关于猪笼草属》中正式描述了博世猪笼草。B·H·丹瑟在其1928年发表的专著《荷属东印度群岛的猪笼草科植物》中写道：
|  | 科塔尔斯提到，陪同他的当地人会采集未打开的捕虫笼，捕虫笼里的液体是当地治疗眼部炎症的药物。同时，还会采集打开了的捕虫笼作为孩子们的玩具。科塔尔斯描述其原生地为贫瘠、开阔且多石的。当地人将其称为‘daoen sompitan’，翻译过来即是‘巨型的管道状叶片’。 |

## 种下类群
- Nepenthes boschiana var. lowii Hook.f. (1873)[8][=N. stenophylla]
- Nepenthes boschiana var. sumatrana Miq. (1858) [=N. sumatrana]

## 扩展阅读
- 食虫植物照片搜寻引擎中博世猪笼草的照片（页面存档备份，存于）

 维基共享资源上的相關多媒體資源：博世猪笼草
 維基物種上的相關：博世猪笼草